# Juan Bautista Castro
Juan Bautista Castro (Santiago del Estero, 18 de junio de 1882 - Santiago del Estero, 27 de septiembre de 1945) fue un médico y político argentino, que ejerció como gobernador de la provincia de Santiago del Estero entre 1932 y 1936.

## Biografía
Se recibió de médico en 1907 y se especializó en oftalmología, trabajando durante años como médico de los Ferrocarriles del Estado. Fue elegido diputado nacional en 1924 por la Unión Cívica Radical, y reelegido en 1930.
No fue alcanzado por la proscripción del radicalismo después del golpe de Estado de 1930; fue candidato a gobernador de su provincia por la Concordancia y resultó triunfante, ascendiendo al gobierno en febrero de 1932. Durante su mandato se construyó el primer barrio de viviendas económicas de la provincia, se ampliaron los pavimentos y desagües pluviales de la capital, se fundaron los pueblos de Villa Unión y Forres y se construyó una nueva vía férrea hacia Córdoba. En 1932 debió enfrentar una breve sublevación militar que no pasó a mayores, pero que llevó a la prisión al exgobernador Santiago Maradona y a José Benjamín Ábalos.
La crisis económica derivó en un fuerte endeudamiento público, que no alteró el prestigio de Castro, que logró imponer como su sucesor al senador nacional Pío Montenegro. De los catorce gobernadores elegidos en las elecciones de fines de 1931, tuvo el privilegio de ser el único en completar su mandato, en febrero de 1936.
Tras su paso por la gobernación fue nuevamente diputado nacional en 1936 y senador nacional a partir de 1938.
Falleció en su ciudad natal en septiembre de 1945.